# Tennyson Trail
Der Tennyson Trail ist ein 23 Kilometer langer Wanderweg auf der britischen Insel Isle of Wight, der von Carisbrooke zu den Kreidefelsen The Needles führt. Die Route führt durch Bowcombe Down, Brighstone Forest, Mottistone Down, Brook Down, Afton Down, Freshwater Bay, Tennyson Down und West High Down zur Bucht Alum Bay. Der Weg ist nach dem Dichter und Baron Alfred Tennyson, der ab 1853 fast 40 Jahre auf der Isle of Wight gelebt hat, benannt.
Der Weg führt an verschiedenen Sehenswürdigkeiten vorbei, dazu zählen das Tennyson Monument auf dem bis zu 147 m hohen Berg Tennyson Down, das Farringford House, das die Wohnstätte von Alfred Tennyson war, sowie der militärische Stützpunkt The Needles Batteries, die einen Blick auf die Kreidefelsen ermöglichen.
Viele Abschnitte des Weges bestanden ursprünglich aus öffentlichen Nebenstraßen, auf denen jedes Kraftfahrzeug fahren durfte. In den frühen 2000er Jahren wurden dort die Geländewagen zum großen Problem, da sie Wege, archäologische Stätten und Lebensräume von Wildtieren beschädigten. Daraufhin sperrte die Verwaltung der Isle of Wight den gesamten Weg für motorbetriebene Fahrzeuge.

## Die Route
Die Route ist an jedem beliebigen Punkt in beide Richtungen zugänglich. Nachfolgend wird der Weg von Carisbrooke zur Alum Bay beschrieben.

### Abschnitt Carisbrooke – Brighstone
Die Route beginnt in der Ortschaft Carisbrooke, die in der Nähe von Newport liegt. Der beschilderte Wanderweg beginnt in der Nodgham Lane. In südwestlicher Richtung führt der Pfad entlang einer alten von Böschungen umgebenen Straße auf einen steilen Hügel. Links liegt das Carisbrooke Castle, der Weg führt weiter zum Bowcombe Valley. Im weiteren Verlauf werden die Reitwege N127 und N127 gekreuzt. Von der N140 aus ist ein Fernsehmast zu sehen.
Der weitere Weg führt hinab durch ein Tor zu einer Kreuzung, die in Richtung Brighstone Forest auf dem Reitweg N136a überquert wird. Etwa 80 Meter voraus befindet sich ein weiteres Tor. Ein elektrisches Freileitungskabel ist oberhalb der Straße verlegt und folgt einer schmalen Buchenplantage auf der linken Seite. Nachdem der Reitweg N198 passiert wird, verläuft die Route bergauf gerade durch offene Felder, bevor sie an einem Tor abflacht. Ein Schild weist auf die N139 nach Brook und Freshwater hin. Im weiteren Verlauf wird der Weg durch den Brighstone Forest langsam von Bäumen eingeschlossen.

### Abschnitt Brighstone – Brook
Im Verlauf des Brighstone Forest führt der Weg abwärts und kreuzt den Weg BS58. Kurz darauf folgt eine Fünf-Wege-Kreuzung, die geradeaus überquert wird. Ein Wegweiser weist links auf den Worsley Trail nach Shorwell, rechts geht es weiter auf dem Tennyson Trail, der zum Brighstone Down führt. Die Route führt nach Westen links am Meer vorbei und geht abwärts, um an einem  Picknickplatz in die Lynch Lane abzubiegen. Weiter führt der Weg durch den Jubiläumsparkplatz und zur Informationstafel der gemeinnützigen Denkmal- und Naturschutzorganisation National Trust. Über den Eingang des Brighstone Forest folgt der Pfad der alten Straße bis hinauf zum Gipfel. Hinter dem Gelände des National Trust führt der ebene Weg rechtsseitig an alten Grabhügeln vorbei, bevor es hinunter durch ein weiteres Tor auf einen ausgeschilderten Feldweg geht. Am Ende des Weges wird die B3399 erreicht, die rechts nach Freshwater und Yarmouth und links nach Brook führt.

### Abschnitt Brook – Freshwater
Über die Straße Richtung Freshwater gelangt man an der linksseitig gelegenen Bushaltestelle und einem Parkplatz wieder auf den Weg Richtung Compton Down. Steil geht es bergauf an einer rechtsseitig gelegenen Kreidegrube vorbei. Rechts führt der Weg an elektrischen Freileitungen vorbei und gewinnt in Richtung Afton Down stetig an Höhe. Er führt durch den örtlichen Golfplatz, bevor er zur Freshwater Bay hinabführt.

### Abschnitt Freshwater – Alum Bay
Der Tennyson Trail führt Richtung Fort Redoubt an einer öffentlichen Toilettenanlage vorbei auf den westwärts führenden Küstenpfad. Scharf links geht es durch zwei Steinreihen auf den ansteigenden Tennyson Down, um am Tennyson Monument zu enden. Stetig hinab führt der Weg zum West High Down, bis ein Rundfunksendemast sichtbar ist. Vorbei an der Antenne führt der Weg auf eine asphaltierte Straße. Links ist der ehemalige militärische Stützpunkt The Needles Batteries zu sehen. Weiter führt die Route bis zu einer scharfen Linkskurve an einer Häuserreihe vorbei. Hier gibt es einen absteigenden Pfad sowie einen Pfad, der auf die Straße zurückführt. Das Ende dieser Straße, die hinunter zur Alum Bay führt, ist gleichzeitig das Ende des Tennyson Trails.